# Weekly Young Jump
Le Weekly Young Jump (週刊ヤングジャンプ, Shūkan Yangu Janpu) est un magazine de prépublication de mangas hebdomadaire de type seinen au Japon, édité par la maison d'édition Shūeisha depuis mai 1979.

## Historique

Ancien logo du magazine.

Weekly Young Jump est un magazine de publication de mangas publié par l'éditeur Shūeisha. Il débute en mai 1979 et paraît alors deux fois par mois sous le titre Young Jump. Sa création est une contre-offensive de la maison d'édition face à la publication de magazine spécial de Kōdansha. Pour Shūeisha, la dernière publication d'un tel magazine remontait à Jocker, en suspens depuis 1969. L'éditeur n'a donc pas publié de magazine seinen pendant dix ans avant la création de Young Jump. En 1981, il devient hebdomadaire et prend le nom de Shukan Young Jump. Il parait au Japon tous les jeudis et il est vendu 320 yens (environ 2,50 euros).
Le thème des couvertures du magazine a régulièrement changé. Lors de sa création et durant les années suivantes, c'est la mascotte, l'ours Mac Bear, qui a été utilisée. Cet ours a été dessiné par l'artiste Susumu Matsushita]. Dans le milieu des années 1980, des photos d'idoles ont remplacé la mascotte en couverture. Actuellement encore, ce sont des groupes de J-pop ou J-rock ou des personnalités qui font la couverture. Le nom Young Jump est souvent abrégé en Yanjan (en ne prenant que les deux premières syllabes du nom japonais) ou écrit "YJ". Monthly Young Jump est présenté comme un hors-série mensuel de Weekly et sort habituellement le troisième mardi du mois. Le label associé au magazine se nomme Young Jump Comics et publie en volume relié les mangas parus dans Weekly Young Jump, mais aussi dans Business Jump et Ultra Jump.

## Contenu
En dehors des mangas qu'il prépublie, le magazine Weekly Young Jump propose des contenus variés à destination de son lectorat. On y trouve des interviews de musiciens, des photos de mode, etc. Certains contenus sont même imprimés dans des cahiers fermés qui nécessitent d'être coupés pour être lus. Il est ainsi impossible, en librairie, de voir ce qu'ils renferment sans acheter le magazine.

## Mangas publiés dans le Young Jump au Japon
| Titre | Auteur                                                    | Première publication |
| --- | --------------------------------------------------------- | -------------------- |
| BUNGO (BUNGO-ブンゴ-) | Yūji Ninomiya                                             | 18 décembre 2014     |
| Dr. Zelos (ドクターゼロス〜スポーツ外科医・野並社の情熱〜, Doctor Zelos ~Sports Gekai Nonami Yashiro no Jōnetsu~)                                       | Suzuhira Hashimoto (dessin), Hideyuki Ishikawa (scénario) | 15 juillet 2021      |
| Futaribocchi no OtaCir no Hime (ふたりぼっちのオタサーの姫)                                                                                             | Kyoushinja Cool                                           | 30 avril 2020        |
| GANTZ:E (GANTZ:E) | Jin Kagetsu (dessin), Hiroya Oku (scénario)               | 9 janvier 2020       |
| Golden Kamui (ゴールデンカムイ) | Satoru Noda                                               | 21 août 2014         |
| Heisei Shōnen Dan (平成少年ダン) | Sankaku Head                                              | 4 novembre 2021      |
| Junket Bank (ジャンケットバンク) | Kazuyuki Tanaka                                           | 30 juillet 2020      |
| Kaguya-sama: Love is War (かぐや様は告らせたい〜天才たちの恋愛頭脳戦〜)                                                                                 | Aka Akasaka                                               | 23 mars 2016         |
| Kaguya-sama wo Kataritai (かぐや様を語りたい) | G3 Ida (dessin), Aka Akasaka (scénario)                   | 26 juillet 2018      |
| Les 100 petites amies qui t'aiiiment à en mourir (君のことが大大大大大好きな 100人の彼女, Kimi no koto ga Dai Dai Dai Dai Daisuki na 100-nin no Kanojo) | Yukiko Nozawa (dessin), Rikito Nakamura (scénario)        | 26 décembre 2019     |
| Kingdom (キングダム) | Yasuhisa Hara                                             | 26 janvier 2006      |
| Kowloon Generic Romance (九龍ジェネリックロマンス) | Jun Mayuzuki                                              | 14 novembre 2019     |
| Kubo Won't Let Me Be Invisible (久保さんは僕(モブ)を許さない, Kubo-san wa Mobu o Yurusanai)                                                             | Nene Yukimori                                             | 24 octobre 2019      |
| Kurogane no Valhollian (黒鉄のヴァルハリアン) | Toshimitsu Matsubara                                      | 1er juillet 2021     |
| Oshi no Ko (推しの子) | Mengo Yokyari (dessin), Aka Akasaka (scénario)            | 23 avril 2020        |
| Ottoman (オットマン-OTTOMAN-) | Shinnosuke Kanazawa                                       | 5 août 2021          |
| Real (リアル) | Takehiko Inoue                                            | 28 octobre 1999      |
| Seinen Shōjo Haru wo Musabore (青年少女よ、春を貪れ) | Yamada Shirohiko                                          | 17 décembre 2020     |
| Shadows House (シャドーハウス) | Somato                                                    | 6 septembre 2018     |
| Shikizaki Shimai wa Abakaretai (四季崎姉妹はあばかれたい)                                                                                               | Ryosuke Asakura                                           | 2 décembre 2021      |
| Shin Gunjō Senki (真・群青戦記) | Ajichika (dessin), Kasahara Masaki (scénario)             | 7 janvier 2021       |
| Shōnen no Abyss (少年のアビス) | Ryou Minenami                                             | 27 février 2020      |
| Snack Basue (スナックバス江) | Forbidden Shibukawa                                       | 13 juillet 2017      |
| Stand UP Start (スタンドUPスタート) | Shu Fukuda                                                | 18 juin 2020         |
| Terra Formars (TERRA FORMARS) | Taiyou Kusumi                                             | 26 avril 2012        |
| Uma Musume Cinderella Gray (ウマ娘 シンデレラグレイ) | Kenichi Tachibana                                         | 11 juin 2020         |
| Yōki ni Naritai Shigure-san (陽キになりたい時雨さん) | Kanata Ōhama                                              | 3 juin 2021          |
| Shin Good Job (新グッドジョブ, Shin guddo jobu) | Hiroshi Motomiya                                          | 3 mars 2022          |